# Beate Röllecke
Beate Röllecke ist eine deutsche Konzert-Cembalistin und Musikhochschul-Dozentin.

## Wirken
Beate Röllecke ist Continuistin und Solistin am Cembalo. Ihr Schwerpunkt ist die Alte Musik und deren Aufführungspraxis. Sie gastiert in ganz Europa und Japan und wirkte bei zahlreichen Fernseh-, CD- und Rundfunkproduktionen mit. 
Die Arbeit mit zahlreichen renommierten Ensembles und Orchestern, unter anderem Philharmonisches Staatsorchester Bremen, Harp Consort, Deutsche Kammerphilharmonie Bremen und Ensemble Weser-Renaissance Bremen und Dirigenten wie Giovanni Antonini, Daniel Harding, Thomas Hengelbrock, Paavo Järvi und Ludger Rémy, sowie ihre Konzerte mit Emma Kirkby oder Andreas Staier sind bedeutende Stationen auf ihrem Weg.
An der Folkwang Hochschule in Essen vertrat sie von 2000 bis 2004 die Cembaloprofessur. Gegenwärtig ist sie Dozentin an der Hochschule für Künste Bremen.

## Diskografie
- Heinrich Schütz: Musicalische Exequien. SWV 279-281. (CD), Naxos Rights Internat., 2004
- Weihnachten im Bremer Dom. (CD), Cpo-Musikproduktion, Georgsmarienhütte 2006